# Ithaca (Michigan)
Ithaca is een plaats (city) in de Amerikaanse staat Michigan, en valt bestuurlijk gezien onder Gratiot County.

## Demografie
Bij de volkstelling in 2000 werd het aantal inwoners vastgesteld op 3098.
In 2006 is het aantal inwoners door het United States Census Bureau geschat op 3075, een daling van 23 (-0,7%).

## Geografie
Volgens het United States Census Bureau beslaat de plaats een oppervlakte van
10,6 km², geheel bestaande uit land. Ithaca ligt op ongeveer 242 m boven zeeniveau.

## Plaatsen in de nabije omgeving
De onderstaande figuur toont nabijgelegen plaatsen in een straal van 20 km rond Ithaca.